# BDO International
Сьогодні BDO є однією з найбільших міжнародних аудиторсько-консалтингових компаній. Більш ніж 95 000 співробітників,  що працюють у 1713 офісах в 164 країнах. Сукупний дохід всіх фірм-членів BDO, включаючи членів їх ексклюзивних альянсів, у 2021 році становить $11,8 млрд. BDO – це лідер у винятковому обслуговуванні клієнтів, яке починається з виняткових відносин із співробітниками. 
Кожна фірма-член BDO є незалежною юридичною особою у своїй країні. Мережа, заснована в 1963 році як Binder Seidman International Group фірмами з Канади, Німеччини, Нідерландів, Великої Британії та США, координується BDO Global Coordination B.V. з офісом у Завентемі, Бельгія.
BDO — це абревіатура, складена з перших літер прізвищ засновників компанії Binder Dijker Otte & Co, яку утворено в 1973 році:
- B — перша літера прізвища сера Бінера Хамліна, власника фірми у Великій Британії за назвою Binder Hamlyn & Co.
- D — перша літера прізвища професора Дікера, засновника фірми Dijker en Doornbos у Голландії.
- О — перша літера прізвища пана Отте Ханса-Генріха, який був одним із засновників компанії DWT у Німеччині.[1]

## Глобальне бачення з урахуванням регіональних особливостей
Ставка на досвід фірм-партнерів BDO і їхню географічну близькість до клієнта є частиною стратегії BDO у світі. Тому BDO є на кожному континенті, у всіх економічно значних регіонах світу. Членство кожної фірми-партнера в загальній мережі BDO є гарантією відповідності її високим стандартам роботи. Фірми-партнери BDO активно діють у всіх регіонах світу, і тісне співробітництво між ними дозволило створити єдину стратегію роботи BDO, що спрямована на задоволення потреб клієнтів. BDO International відповідає на ці запити єдиним підходом до консалтингу, незмінно якісним аудитом, приділяючи особливу увагу професійному складанню звітності.

## Австралія
Заснована в 1975 році, BDO Australia має офіси в Брисбені, Кернсі, Саншайн-Кост, Сіднеї, Мельбурні, Хобарті, Аделаїді, Перті та Дарвіні. Він пропонує фінансові послуги та бізнес-консультації.
Починаючи як асоціацію незалежних бухгалтерських фірм, BDO Australia з тих пір зазнала кількох значних злиттів, які містять:
- 1988 — BDO Nelson Parkhill та Parkhill Stirling об’єдналися, щоб створити BDO Nelson Wheeler. У кожному штаті створені місцеві представництва.
- 2006 — об’єднання мереж BDO та Horwath в Австралії.
- 2012 — BDO та PKF East Coast Practice (ECP) об’єдналися в Австралії.
- 2020 — На першому етапі інтеграції в одну австралійську фірму об’єдналися BDO в Брисбені (включаючи офіси в Брисбені та Саншайн-Кост) і ECP (Сідней і Мельбурн).[2]

## Канада
BDO Canada є однією з найбільших канадських компаній, що надають бухгалтерські послуги. Заснований Джеймсом М. Данвуді (службовці BDO ласкаво відомий як «полковник»), він відкрив своє перше місце в 1920-х роках у Вінніпезі, Манітоба. На початку 2000-х Dunwoody і BDO Ward Mallette, фірма з Торонто, об'єдналися. Профспілка також закріпила зв’язок фірми з BDO International, глобальною мережею національних бухгалтерських фірм.
У 2007 році BDO мала 95 офісів по всій Канаді з 1200 професіоналами та понад 300 партнерами. Послуги BDO включають послуги з надання гарантій, бухгалтерського обліку та оподаткування до фінансових консультацій та корпоративного відновлення. Компанія кілька разів об'єднувалася, в тому числі про злиття, оголошене в жовтні 2009 року з бухгалтерською фірмою Hudson LLP.
З 1 січня 2010 року «Dunwoody» було вилучено з назви компанії, щоб збігтися з глобальним ребрендингом, під час якого всі фірми-члени BDO змінили свої назви на BDO. Ребрендинг, який включав дизайн, обмін повідомленнями, усі окремі глобальні вебсайти, маркетингову заставу та впровадження в мережу 110 країн, зайняв трохи більше п’яти місяців. Метою було створити глобальну узгодженість, щоб мережа BDO могла бути представлена як єдине ціле.

## Об'єднане Королівство
BDO LLP — це партнерство дипломованих бухгалтерів у Сполученому Королівстві Британії.
У листопаді 2018 року BDO і Мур Стівенс оголосили про плани об’єднати свої підприємства у Великій Британії, випередивши Grant Thornton як п’яту за величиною бухгалтерську фірму у Великій Британії. Очікується, що угода буде укладена навесні 2019 року.

#### Історія
Фірма була заснована в 1903 році як Stoy and Co Фредом Стой. У 1919 році до фірми приєднався Джек Хейворд, і вона стала Stoy Hayward and Co. Серія злиття з Finnie and Co в 1992 році і офісами BDO Binder Hamlyn, які не приєдналися до Arthur Andersen або Deloitte & Touche в 1994 році, створили BDO Stoy Hayward, яка став членом британської BDO International. У 2004 році компанія стала товариством з обмеженою відповідальністю.
Назви «Stoy Hayward» були скасовані в жовтні 2009 року, прийнявши всесвітній бренд BDO.

#### Критика
BDO Стой Хейворд піддавався критиці за свою роль адміністраторів зруйнованої ощадної компанії Farepak. BDO Стой Хейворд використовував телефонну послугу 0870 з преміальним тарифом для надання інформації жертвам колапсу Фарепака в 2016 році. Спочатку The Observer звинуватив їх у тому, що вони взяли частину доходу від дзвінків для оплати адміністрації; згодом це звинувачення було знято.

#### Northern Rock
У вересні 2008 року Ендрю Колдуелл, партнер з оцінки в BDO Stoy Hayward, був призначений незалежним оцінювачем для постраждалого іпотечного банку Northern Rock plc. Уряд Великої Британії націоналізував Northern Rock у лютому 2008 року, і законодавство, що провадить націоналізацію, вимагало незалежного оцінювача, щоб визначити вартість бізнесу на момент націоналізації. Ця роль є спірною, оскільки законодавство досить детально визначає основу оцінки, а групи акціонерів стверджують, що база оцінки була розроблена для мінімізації належної компенсації.

## В Україні
BDO в Україні починає свою історію з 1993 року, коли була створена аудиторсько-консалтингова фірма «Баланс-Аудит» у м. Дніпро. У 1997 році фірма приєдналася до міжнародної мережі BDO та отримала назву «BDO Баланс-Аудит», що стало гарантією відповідності високим світовим стандартам роботи BDO. З 2009 року, відповідно до світової стратегії, ми стали називатися BDO в Україні.
BDO в Україні має 2 офіси в Україні (у Києві та Дніпрі) та надає клієнтам такі послуги: аудит, консалтинг, податкові та юридичні послуги, фінансові консультації, послуги у сфері сталого розвитку, бухгалтерський облік, оцінка, рекрутинг, цифрові послуги та корпоративне навчання.
В компанії працює близько 200 співробітників. Більшість фахівців є сертифікованими аудиторами України серії А, мають сертифікати зразка CIPA та CAP, міжнародні сертифікати АССА та CPA, володіють великим практичним досвідом застосування МСФЗ та МСА.
В Україні мережа представлена трьома компаніями: ТОВ "БДО", ТОВ "БДО Консалтинг" та ТОВ "БДО Корпоративні фінанси".
BDO 
-Аудиторські послуги
-Послуги з імплементації МСФЗ
-Внутрішній аудит
-Погоджені процедури перевірки
-Допомога фінансовим керівникам компаній
-Спеціалізовані огляди та дослідження
-Податковий консалтинг
-Міжнародне структурування
-Юридична допомога в сфері вітроенергетики
-Супроводження інвестицій
-Юридичний аудит (Due Diligence)
-Послуги для іноземних громадян
-Представництво в судах і державних органах
-Юридичний консалтинг
-Корпоративне право
BDO Consulting
-Корпоративні фінанси
-Галузеві послуги 
-Ризик-менеджмент 
-Реструктуризація бізнесу
-Бізнес-консультування 
-Послуги зі сталого розвитку 
-Системна інтеграція 
-Навчання
-Маркетингові дослідження
BDO Valuation
Оцінка (зокрема,  за МСО МСФЗ):
-бізнесу та цілісних майнових комплексів
-цінних паперів і  корпоративних прав
-нематеріальних активів
-нерухомості (земля,  будівлі та споруди)
-іншого майна (рухоме майно, транспорт, устаткування, об'єкти культурного спадку тощо)

Нагороди та рейтинги
-Компанія BDO в Україні зайняла 1 місце у Національному конкурсі «Корпоративне волонтерство в Україні – 2011» у номінації «Покращення якості життя» у категорії «Середній та малий бізнес».
-За результатами дослідження «ТОП-100. Рішення для бізнесу» BDO в Україні увійшло до «Рейтингу ТОП-100. Лідери бізнесу в Україні» в номінації «Надійний партнер для бізнесу»
-Компанія BDO в Україні посіла третє місце у конкурсі Green Awards Ukraine, першої незалежної премії ділових та соціальних проектів, у номінації «Найкращий проект «зеленого» офісу».
-BDO в Україні зайняла третє 3 місце у Всеукраїнському конкурсі «Рівні можливості: найкращий роботодавець 2011 року», організованому Міністерством України у справах сім'ї, молоді та спорту спільно з проектом ЄС «Права жінок і дітей в Україні - комунікаційний компонент», у якому узяли участь понад 60 підприємств України.
-Членський Сертифікат The CPD Certification Service 
The CPD Certification Service - програма постійного професійного розвитку. Здобуття Сертифікату є доказом того, що тренінги і матеріали для підготовки співробітників, що надаються компанією, відповідають міжнародним стандартам, а також, що у кожного співробітника є власний план професійного розвитку.
-За перемогу в номінації "Права людини" у Національному конкурсі бізнес-кейсів з корпоративної соціальної відповідальності.
-Отримання Платинового статусу акредитованого роботодавця ACCA
-У рамках програми ACCA BDO отримала платиновий статус акредитованого роботодавця за програмою “trainee development stream”, який дозволить компанії підвищувати рівень кваліфікації персоналу за допомогою методик та інструментів, розроблених ACCA. Для того, щоб отримати акредитацію цього рівня, роботодавець повинен надавати повну фінансову підтримку своїм співробітникам, які здобувають кваліфікацію АССА.
- Президент компанії Савченко Алла увійшла до ТОП-20 найбільш успішних бізнес-леді України за версію відвідувачів порталу delo.ua та думкою експертів. 

Корпоративна соціальна відповідальність
BDO в Україні приділяє велику увагу корпоративної соціальної відповідальності. У своїй щоденній і довгостроковій діяльності ми прагнемо продемонструвати приклад високої громадянської та соціальної відповідальності, а також обмінятися досвідом з іншими організаціями, які дотримуються аналогічних принципів.
BDO в Україні бере участь у наступних програмах у сфері КСВ:
Зелений офіс
Крім того, BDO в Україні дотримується стратегії «зеленого офісу», що полягає не в простому декоруванні приміщень кімнатними рослинами, а є філософією розумного управління організацією, направленого на зниження негативної дії на довкілля за допомогою раціонального використання, як природних, так і  ресурсів самої компанії.
Основні практики елементів «зеленого» офісу 2013 р.: Повторне використання і переробка, Економія електроенергії, Економія ресурсів, Використання екологічних матеріалів.
Стипендіальна програма

Міжнародна аудиторська компанія BDO ухвалила рішення започаткувати в найкращих ВНЗ України стипендіальну програму на 2010-2013 рр. 
Мета програми – допомогти студентам розкрити свій потенціал, сприяти їх професійному зростанню, створити кадровий резерв молодих спеціалістів, а також привнести практичний досвід BDO в Україні у теоретичне навчання.
-2010 навчальний рік – проведення Конкурсу студентських есе, період проведення: вересень – грудень 2010, нагородження переможців - в січні 2011.
-2011 навчальний рік – проведення Конкурсу на розв'язання практичного завдання 1го рівня складності (Case Study), період проведення: листопад-грудень 2011 року, нагородження переможців - у січні 2012.
-2012 навчальний рік - проведення Конкурсу на розв'язання практичного завдання 2го рівня складності (Case Study), період проведення: листопад-грудень 2012 року, нагородження переможців - у січні 2013.
Окремо для кожного навчального закладу  визначаються по три найкращі студентські роботи, автори яких займуть відповідно перше, друге та третє місця.
Всі переможці конкурсу отримують можливість проходження практики в міжнародній аудиторській компанії BDO в Україні, нагороджуються почесними дипломами та подарунками від книжкового партнера конкурсу – магазину «Бізнес-Книга».
Глобальна соціальна ініціатива "50 для 50"
На честь святкування 50-річної річниці міжнародної мережі BDO була запущена глобальна соціальна кампанія "50 для 50". У рамках кампанії фірми-члени мережі BDO надають 50 безкоштовних годин професійних сервісів і/або 50 годин волонтерських дій неприбутковій організації, що має соціальні цілі, або благодійному фонду в країні своєї присутності.
BDO в Україні надає свої професійні послуги Жіночого консорціуму України, що прагне запобігти таким соціальним проблемам, як насильство в сім'ї та жорстоке поводження з дітьми, торгівля людьми та нерівний доступ жінок до прийняття рішень. Крім того, в рамках даної ініціативи компанія подарувала 350 бізнес-книжок 7-ми бізнес-школам, що знаходяться в Києві, Дніпропетровську та Львові.